# Архівна справа (часопис)
Архівна справа — журнал, присвячений історії, теорії, практиці архівного будівництва. Видавався в Харкові у 1926—1931 роках. Започаткований як спеціальне наукове неперіодичне (книга 1) видання, з 1927 (книги 2—3) виходив як періодичне науково-популярне видання. Видавався українською мовою. Друкований орган Центрального архівного управління (ЦАУ) УСРР. 1931 виходив під назвою «Радянський архів». Всього побачило світ 21 число в 17 книгах накладом 750—1400 примірників. Редколегію очолював за посадою завідувач ЦАУ (політичний редактор), науковим редактором був Дмитро Багалій, відповідальним секретарем — Є. Іванов, до складу редколегії за час існування журналу входили В. Веретенніков, М. Гливенко, Ф. Герасименко, Михайло Рубач, С. Семко-Козачук, О. Сенченко, С. Тетін, Р. Шпунт. У рубриках «З архівної техніки», «З діяльності центральних й округових архівних управлінь», «Постанови, інструкції та важливіші розпорядження в архівній справі», «По Союзу», «За кордоном», «Критика та бібліографія» висвітлювалися питання теорії та методики архівної справи, архівне життя в СРСР і за кордоном, подавалися відомості про діяльність центральних і місцевих архівних управлінь, бібліографічна інформація; був також консультаційний відділ. У книгах 2—3, 4 друкувався з окремою пагінацією археографічний додаток («журнал у журналі») для публікації архівних документів — «Червоний архів» (редколегія: Д. Багалій, В. Веретенніков, Є. Іванов, М. Рубач). 
Авторський колектив репрезентували О. Барабашов, В. Барвінський, Ольга Водолажченко, Я. Жданович, В. Максаков, В. Міяковський, В. Нікітін, Олександр Оглоблин, Віктор Романовський, Констянтин Харлампович, Павло Федоренко, І. Шабатін, М. Яновський та інші.